# مركز دبي التجاري العالمي
مركز دبي التجاري العالمي، شيد في عام 1979، أطلق عليه قديما اسم برج الشيخ راشد، يبلغ ارتفاعه 184 متر، يتكون من 38 طابق، هذا الارتفاع الهائل جعل منه أطول ناطحة سحاب في دبي بالإمارات العربية المتحدة في ذلك الوقت، الفترة ما بين عام 1979 وعام 1999.
يعتبر مركز دبي التجاري العالمي مجمع مخصص للفعاليات والمعارض. تظهر صورته على عملة الإمارات بفئة 100 درهم. يوجد بالمركز أكثر من 1.3 مليون قدم مربع من المساحات المغطاة للمعارض والفعاليات، تحتوي هذه المساحة على 21 قاعة ومايزيد عن 40 غرفة اجتماعات في 3 طوابق.
يستضيف مركز دبي التجاري العالمي أكثر من 500 حدث سنويا. في عام 2015، استضاف المكان 396 حدث تجاري
استقبل أكثر من 2.47 مليون زائر خلال عام  2023.

## التاريخ
شيد برج الشيخ راشد أو كما يعرف حالياً بمركز دبي التجاري العالمي عام 1979، من تصميم المستشار الهندسي جون آر هاريس وشركاه. ويُعد من أوائل ناطحات السحاب التي شُيدت في دبي. نسب البرج إلى الشيخ راشد بن سعيد آل مكتوم تكريماً له على دوره في بناء الأمارات وتخليدا لذكراه. لم يعد البرج المكون من 39 طابق قائماً بذاته كما كان عند بنائه لأول مرة حيث أُعيد تجديده في فبراير عام 1979، في حفل افتتاح حضرته الملكة إليزابيث الثانية.
على مر السنين، جرى توسيع مركز دبي التجاري العالمي ليشمل قاعات المعارض وقاعة الشيخ راشد وقاعة مكتوم بالإضافة إلى قاعة الملقا وقاعات الشيخ سعيد وقاعات زعبيل وساحة المركز التجاري. بالإضافة إلى ذلك، تمت إضافة مبان تجارية وأيضاً برج المؤتمرات وفندق ايبيس ون سنترال، مع العديد من المباني متعددة الاستخدامات.
في أبريل عام 2020، من أجل الجهود المبذولة لمواجهة جائحة الكورونا تم تحويل مركز دبي التجاري العالمي إلى مستشفى ميداني قادر على علاج ما يصل إلى 3000 مريض فيروس كورونا.

## الطوابق
يمتلك المبنى قيمة سياسية ودبلوماسية كبيرة، حيث يضم العديد من قنصليات دول العالم. فعلى سبيل المثال، تقع القنصلية العامة لإيطاليا في الطابق 17، بينما تقع القنصلية العامة لليابان في الطابق 28، أما القنصلية العامة لسويسرا في الطابق 22، وأخيرا القنصلية العامة لتركيا في الطابق 29.

## المعارض
يمتلك مركز دبي التجاري العالمي قاعات متنوّعة تناسب استضافة  المؤتمرات والمعارض التجارية ويوفّر المركز البنية التحتية التي يحتاج إليها المنظّمون والعارضون لتقديم فعاليات ناجحة،ويوفر فرق خدمات الفعاليات التي تقدّم الخدمات متكاملة.
فقد أعلن مركز دبي التجاري العالمي عن   70 معرضا ومؤتمرا من المقرر استضافتها وتنظيمها في مركز دبي التجاري العالمي ومركز دبي للمعارض ومدينة إكسبو دبي.وذلك خلال  النصف الأول من العام 2024 فقط
ومن أهم المعارض:
- معرض الشرق الأوسط للتصميم الداخلي للطائرات
- معرض جيس الدولي أو المعرض الدولي لمستلزمات وحلول التعليم
- مهرجان العلامات الكبرى ويعد منصة  لما يزيد عن 200 علامة تجارية لمختلف المنتجات،مثل الأحذية والحقائب ومستحضرات التجميل والعطور، وغيرها
- معرض ومؤتمر الصحة العربي
- معرض "فيسبا "الشرق الأوسط
- معرض الخليج للطباعة والتغليف
- مؤتمر ومعرض دبي الدولي للصيدلة والتكنولوجيا (دوفات)
- معرض "إنترسيك"؛ المعرض الرائد عالميًا لخدمات الطوارئ والأمن والسلامة
- معرض "عالم القهوة – دبي"
- مؤتمر الإمارات الدولي لطب الأسنان ومعرض طب الأسنان العربي (إيدك دبي)
- معرض "جلفود" الأكبر والأكثر تأثيرا في عالم المأكولات والمشروبات،
- المؤتمر الدولي لطب الغدد الصمّاء (ICE)
- القمّة العالمية الشرطية
- معرض ومؤتمر الخليج لأمن المعلومات (جيسيك)
- معرض سوق السفر العربي
- المعرض الدولي للإعلام الرقمي واتصالات الأقمار الصناعية (كابسات)
- معرض الفنادق

## قاعات المركز
يضم المركز التجاري دبي مجموعة واسعة من القاعات التي تلائم مختلف المناسبات والمؤتمرات المحلية والدوليةومن أبرزها:
- أرينا المركز التجاري  تبلغ مساحتها: 9,100 متر مربع
- قاعات زعبيل   وتبلغ مساحتها: 30,906 متر مربع
- القاعات 1- 8 والبافليون المساحة: تبدأ من 1,800 متر مربع وتصل إلى 4,752 متر مربع
- قاعات الشيخ سعيد و تبلغ مساحتها: 15,081 متر مربع
- قاعة الشيخ راشد  وتبلغ مساحتها: 7,703 متر مربع
- قاعة الشيخ مكتوم وتبلغ مساحتها: 3,800 متر مربع
- قاعة الملتقى  وتبلغ مساحتها: 1,080 متر مربع

## المنطقة الحرة في مركز دبي التجاري العالمي
تم إنشاء منطقة حرةً ف يمركز دبي التجاري العالمي في عام 2005  توفّر مكاتب للإيجار تناسب الشركات من مختلف القطاعات وتمنح التراخيص لمزاولة أكثر من 1,200 نشاط تجاري مختلف، وتحتضن ما يزيد عن 1,800 شركة صغيرة ومتوسطة.، والتي يتطلّب عملها عنواناً تجارياً عالمياً.وتتميز بموقعها الاستراتيجي في قلب منطقة الأعمال المركزية في دبي وسهولة الوصول إلى مختلف أنحاء المنطقة

## الاستدامة في مركز دبي التجاري العالمي
أعلنت مؤسسة «جرين جلوب» أعلى هيئة معيارية عالمية للاستدامة، منح مركز دبي التجاري العالمي شهادة تقدير لالتزامه بتحقيق الاستدامة، ليصبح مركز الفعاليات الوحيد في منطقة الشرق الأوسط الذي يحصل على هذه الشهادة
وترتكز أهداف الاستدامة في مركز دبي التجاري العالمي على ثلاث ركائز أساسية:
1. التوافق مع استراتيجيات الحكومة المحلية والاتحادية.
2. وضع معيار عالمي  للاستدامة في قطاع الاجتماعات والحوافز والمؤتمرات والمعارض.
3. تلبية التوقعات العامة للشركات لدعم الأهداف البيئية بشكل فعال.

## وصلات خارجية
- الموقع الرسمي لمركز دبي التجاري العالمي.
- ناطحات سحاب دبي على موقع إمبوريس.
- ناطحات سحاب دبي على موقع سكاي كرايبر بايج.
- ناطحات سحاب دبي على موقع باسيون غرات سيال.

| السجلات              | السجلات                          | السجلات        |
| -------------------- | -------------------------------- | -------------- |
| First لا يوجد معلومه | قائمة أطول أبراج دبي 1979 – 1999 | تبعه برج العرب |